# Tennis ai XIV Giochi dei piccoli stati d'Europa - Doppio misto
Stephanie Vogt e Jirka Lokaj hanno battuto in finale 6–2, 6–1 Claudine Schaul e Mike Vermeer.

## Teste di serie
1. Stephanie Vogt / Jirka Lokaj (campioni)
2. Claudine Schaul / Mike Vermeer (finale)

## Tabellone

### Legenda
| - Q = Qualificato - WC = Wild card - LL = Lucky loser | - ALT = Alternate - SE = Special Exempt - PR = Protected Ranking | - w/o = Walkover - r = Ritirato - d = Squalificato |

|  | Quarti di finale                  | Quarti di finale                  | Quarti di finale                  | Quarti di finale | Quarti di finale |  |  | Semifinali               | Semifinali               | Semifinali              | Semifinali         | Semifinali         |   |   | Finale         | Finale         | Finale         | Finale | Finale |  |
|  |                                   |                                   |                                   |                  |                  |  |  |                          |                          |                         |                    |                    |   |   |                |                |                |        |        |  |
|  |                                   |                                   |                                   |                  |                  |  |  | 1                        | S Vogt J Lokaj           | S Vogt J Lokaj          | 6                  | 6                  |   |   |                |                |                |        |        |  |
|  | I-N Savva F Tsangaridis           | I-N Savva F Tsangaridis           | I-N Savva F Tsangaridis           | 6                | 6                |  |  |                          | I-N Savva F Tsangaridis  | I-N Savva F Tsangaridis | 1                  | 1                  |   |   |                |                |                |        |        |  |
|  | AC Aguareles Loan JP Pous Gautier | AC Aguareles Loan JP Pous Gautier | AC Aguareles Loan JP Pous Gautier | 1                | 2                |  |  |                          |                          |                         |                    |                    |   |   | S Vogt J Lokaj | S Vogt J Lokaj | S Vogt J Lokaj | 6      | 6      |  |
|  | L-A Gambarini B Balleret          | L-A Gambarini B Balleret          | L-A Gambarini B Balleret          | 7                | 6                |  |  |                          |                          | C Schaul M Vermeer      | C Schaul M Vermeer | C Schaul M Vermeer | 2 | 1 |                |                |                |        |        |  |
|  | K Cassar M Asciak                 | K Cassar M Asciak                 | K Cassar M Asciak                 | 65               | 4                |  |  | L-A Gambarini B Balleret | L-A Gambarini B Balleret | 2                       | 7                  | [0]                |   |   |                |                |                |        |        |  |
|  |                                   | I Staub A Sigurdsson              | 4                                 | 6                | [4]              |  |  | C Schaul M Vermeer       | C Schaul M Vermeer       | 6                       | 63                 | [10]               |   |   |                |                |                |        |        |  |
|  | 2                                 | C Schaul M Vermeer                | 6                                 | 3                | [10]             |  |  |                          |                          |                         |                    |                    |   |   |                |                |                |        |        |  |